# Chrysolophus
Chrysolophus è un genere di uccelli della famiglia dei fagiani.
I maschi di questo genere presentano un piumaggio spettacolare. Il fagiano dorato è originario della Cina occidentale e il fagiano di Lady Amherst del Tibet e della Cina più occidentale, ma entrambi sono stati largamente introdotti in tutto il mondo. Nei luoghi dove queste specie sono state introdotte allo stato selvatico, come in Inghilterra, si sono incrociate tra di loro, generando ibridi.
Malgrado l'aspetto appariscente del maschio, questi uccelli sono molto difficili da osservare nel loro habitat naturale, le fitte e oscure foreste di conifere primarie con un fitto sottobosco. In conseguenza di questo, conosciamo poco sul loro comportamento in natura.
Si nutrono sul terreno di semi, foglie e invertebrati, ma di notte si riposano sugli alberi. Sebbene siano in grado di volare, preferiscono correre: ma se vengono scoperti possono improvvisamente spiccare il volo, emettendo un distintivo suono con le ali.